# Paix sur les champs
Paix sur les champs é um filme de drama belga de 1970 dirigido e coescrito por Jacques Boigelot. 
Foi indicado ao Oscar de melhor filme estrangeiro na edição de 1971, representando a Bélgica.

## Elenco
- Christian Barbier - Stanne Vanasche
- Georges Poujouly - Louis
- Claire Wauthion - Lodia
- Héléna Manson - Johanna
- Arlette Schreiber - Rosa
- Nicole Valberg - Julia
- Lucien Raimbourg - Jardinier
- Vandéric - Aloysius
- Marthe Dugard - Soeur Thérésia
- Josi Jolet - Jules
- Irène Vernal - Fine
- Gilbert Charles - Curé